# Фердинанд Карл (ерцгерцог Передньої Австрії)
Фердинанд Карл Австрійський (нім. Ferdinand Karl von Österreich; 17 травня 1628, Інсбрук, графство Тіроль, Священна Римська імперія — 30 грудня 1662, Кальтерн, графство Тіроль, Священна Римська імперія) — німецький принц з династії Габсбургів, ерцгерцог Австрійський і граф Тірольський.
Прихильник абсолютизму. Вів марнотратний спосіб життя. Продав французькому королівству володіння Тірольської гілки дому Габсбургів на західному узбережжі Рейну. Був покровителем мистецтв і музики, особливо опери.

## Біографія
Фердинанд Карл народився в Інсбруку 17 травня 1628 року. Він був старшим сином Леопольда V, ерцгерцога Австрійського і графа тірольського з дому Габсбургів і принцеси Клаудії Тосканської з дому Медічі. З батьківського коліна був онуком Карла II, ерцгерцога Австрійського і принцеси Марії Ганні Баварської. З материного боку був онуком Фердинанда I, великого герцога Тосканського і принцеси Крістіни Лотарингської.
Перейня́в у спа́дщину володіння батька, який помер 13 вересня 1632 року, але до повноліття феодами на правах регента керувала його мати. У квітні 1646 року приступив до самостійного правління. Одною з відомих подій під час його правління, став перехід в католицизм королеви Христини Шведської, який відбувся за посередництва ерцгерцога в 1655 році в Інсбруку. Прихильник абсолютизму, після 1648 року Фердинанд Карл жодного разу не скликав ландтаг.
Вів марнотратний спосіб життя, для забезпечення якого торгував спадковими землями і титулами. При його дворі процвітав фаворитизм. Розтратив величезну суму компенсації, яку отримав від французького королівства за феод Тірольської гілки роду Габсбургів на західному узбережжі Рейну — Ельзасу, Зунтгау і Брайзаха. У 1652 році продав свої права на землі Граубюндена самому, в той час фактично незалежному, кантону, встановивши з ним кордон, по якому втратив території Праттігау і Нижнього Егадіна. Проти цієї угоди виступав канцлер Вільгельм Бінер, який служив ще при батькові і матері ерцгерцога і багато зробив для збереження влади самого Фердинанда Карла. Помилково звинувачений у державній зраді і казнокрадство, він був страчений за вироком таємного суду. Помилування, підписане ерцгерцогом, трохи запізнилося і прийшло після виконання вироку.
Фердинанд Карл раптово помер 30 грудня 1662 в Кальтерне. Під час полювання він відчув себе погано і зупинився в таверні, де стан його погіршився, і ерцгерцог помер. Фердинанд Карл не залишив спадкоємців чоловічої статі. Тому володіння Тірольської гілки дому Габсбургів відійшли його молодшому брату Сигізмунду Францу Австрійському.

## Покровитель мистецтв
Фердинанд Карл пристрасно захоплювався мистецтвом і музикою, особливо оперою. При ньому Інсбрук перетворився в один з центрів мистецтва і музики бароко. Можливо, на таке сильне захоплення ерцгерцога вплинуло італійське походження його матері і дружини. Він запросив до свого двору італійських музикантів, найвідомішим з яких був композитор Марко Антоніо Честі. Частина інструментів в придворну капелу Фердинанд Карл придбав у Якоба Штайнера, відомого австрійського скрипкового майстра. У 1653—1654 роках в Інсбруку  побудував оперний театр, який став першою подібною спорудою за межами Апеннінського півострова. При будівництві за зразок ерцгерцогом була взята архітектура і технічний пристрій венеціанських музичних театрів. Урочисте відкриття відбулося в 1654 році оперою «Клеопатра» композитора Марко Антоніо Честі.
Велике значення Фердинанд Карл надавав колекціонування творів мистецтва. У його колекцію, яка, згідно з переписом 1663 року складалася з понад триста картин, входили полотна італійських живописців Перуджіно, Веронезе, Лоренцо Ліппі, Чекко Браво, Франческо Бассано, Сальватора Роза і Юстуса Сустерманса. Після смерті ерцгерцога колекція була перенесена з палацу Хофбург в Інсбруку в замок Амбрас. Потім її включили в збірку імператорських колекцій у Відні. Збереглося кілька прижиттєвих портретів самого Фердинанда Карла, в тому числі дитячий і кінний.
Заступництво мистецтвам вимагало значних витрат. Деякі піддані ерцгерцога, включаючи канцлера Вільгельма Бінера, закликали його бути більш розсудливим в фінансових питаннях. Інші, небезпідставно, звинувачували Фердинанда Карла в марнотратстві і нехтуванні справами держави. Проте, художній смак і освіта графа Тіролю надали незабутнє враження на королеву Христину Шведську, яка в 1655 році в придворної церкви в Інсбруку перейшла з протестантизму в католицтво. З цього приводу ерцгерцогом було дано урочисте представлення, апогеєм якого стало виконання опери «аргія» композитора Марко Антоніо Честі.

## Шлюб і потомство
10 червня 1646 Фердинанд Карл одружився з двоюрідною сестрою, принцесою Анною Тосканською (21.7.1616 — 11.7.1676) з дому Медічі, дочкою Козімо II, великого герцога Тосканського, його дядька по лінії матері і ерцгерцогині Марії Магдалини Австрійської, його тітки по лінії батька.
У подружжя народилося троє дітей:
- Клавдія Феліцітас Австрійська (30.5.1653 — 8.4.1676), принцеса Тирольська, дружина Леопольда I, імператора Священної Римської імперії;

- Невідома на ім'я дочка, яка померла незабаром після народження  (1654);

- Марія Магдалина Австрійська (17.8.1656 — 21.1.1669), принцеса Тирольська, померла в підлітковому віці.